# Ancienne route du sel en Allemagne

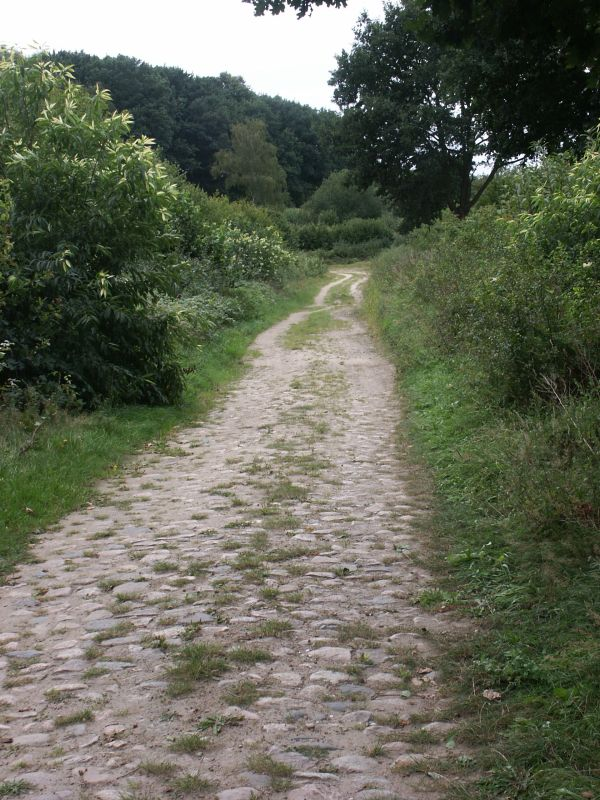
Ancienne route du sel

L’Ancienne Route du Sel (allemand:Alte Salzstraße) était une route commerciale médiévale du nord de l’Allemagne reliant les villes de Lunebourg et Lübeck. Au Moyen Âge, le sel était très important et souvent appelé or blanc. Lunebourg était remarquablement riche, grâce au commerce du sel. La ville est en effet construite sur une colonne de sel baignant dans la nappe phréatique. L'eau était pompée et le sel extrait dans plusieurs fabriques des environs, puis exporté dans les fiefs voisins. Le long de l’Ancienne Route du Sel, le sel était transporté via Lauenburg jusqu'à Lübeck et de là, embarqué vers les côtes de la Mer Baltique. Lunebourg et son sel faisaient partie des principales sources de pouvoir et de richesse de la Ligue Hanséatique.

## Histoire

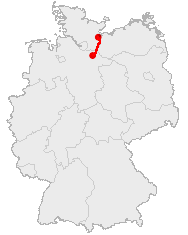
Ancienne route du sel

Les historiens considèrent que l’ancienne route du sel faisait partie d’une voie de commerce nord-sud plus importante. Un des plus anciens documents parlant de Lunebourg et du transport du sel qui date de 956, fait référence aux revenus issus des salines accordés au monastère Saint Michaelis par Otton Ier du Saint-Empire. La route commerciale fut très importante entre le XIIe siècle et le XVIe siècle.
À l’époque de la ligue Hanséatique, le sel amené à Lübeck, la ville principale de la Hanse, était principalement exporté vers le marché de Scanie à Falsterbo dans l’actuel Suède où le sel était utilisé notamment pour la conservation du hareng qui est une denrée essentielle du Moyen Âge.

## Transport du sel
En chariot, le sel était transporté à partir de la ville de Lunebourg via la porte Neubrücker Tor, puis par les villages de Adendorf et Brietlingen où passe la "Lüneburger Landwehr", jusqu’à Lüdershausen. À partir de Lüdershausen, un bac sur la rivière Neetze est utilisé jusqu’à Artlenburg oú un gué permettait de traverser l’Elbe jusqu’à Schnakenbek. Ce gué, appelé Ertheneburg fut fortifié entre le XIe siècle et le XIIe siècle et n’existe plus aujourd’hui. Ensuite, le sel était transporté à travers les villages de Lütau, Wangelau, Pötrau, Siebeneichen, Roseburg et Mölln jusqu’à Lübeck via le "Lübecker Landwehr" qui sillonne jusqu’à Rothebek, un quartier de Lübeck. Le sel était stocké dans le grenier à sel (allemand: Saltzspeicher) situé sur les rives de la Trave à proximité de la Holstentor.
En 1398, le canal de Stecknitz a été construit pour faciliter et sécuriser le transport du sel jusqu’à Lübeck permettant ainsi de satisfaire la demande croissante. Par exemple au XVIe siècle, près de 19 000 tonnes furent transportées par voie terrestre ou fluviale de Lunebourg à Lübeck.

## Tourisme
L’ancienne route du sel est devenue un site touristique qui peut être parcourue agréablement à pied ou à vélo, d'autant qu'elle traverse le parc naturel de Lauenburg. Elle fait partie du programme touristique des Routes de vacances (Ferienstraße).